# Nulldynamik
Die Nulldynamik ist ein Begriff der Regelungstheorie (bzw. Systemtheorie) und beschreibt die interne Dynamik eines Systems für den Fall, dass die Ausgangsgröße {\displaystyle y(t)} für bestimmte Eingangssignale {\displaystyle u(t)} und Anfangsbedingungen des Systems {\displaystyle x(0)} für alle  Zeiten {\displaystyle t\geq 0} identisch null ist. Sie ist eine Verallgemeinerung der Nullstellen-Analyse von Übertragungsfunktionen in linearen Systemen und wichtig für die Stabilitätsanalyse nichtlinearer Regelsysteme.
Der Begriff wurde 1985 von Alberto Isidori eingeführt.